# Lago meromítico

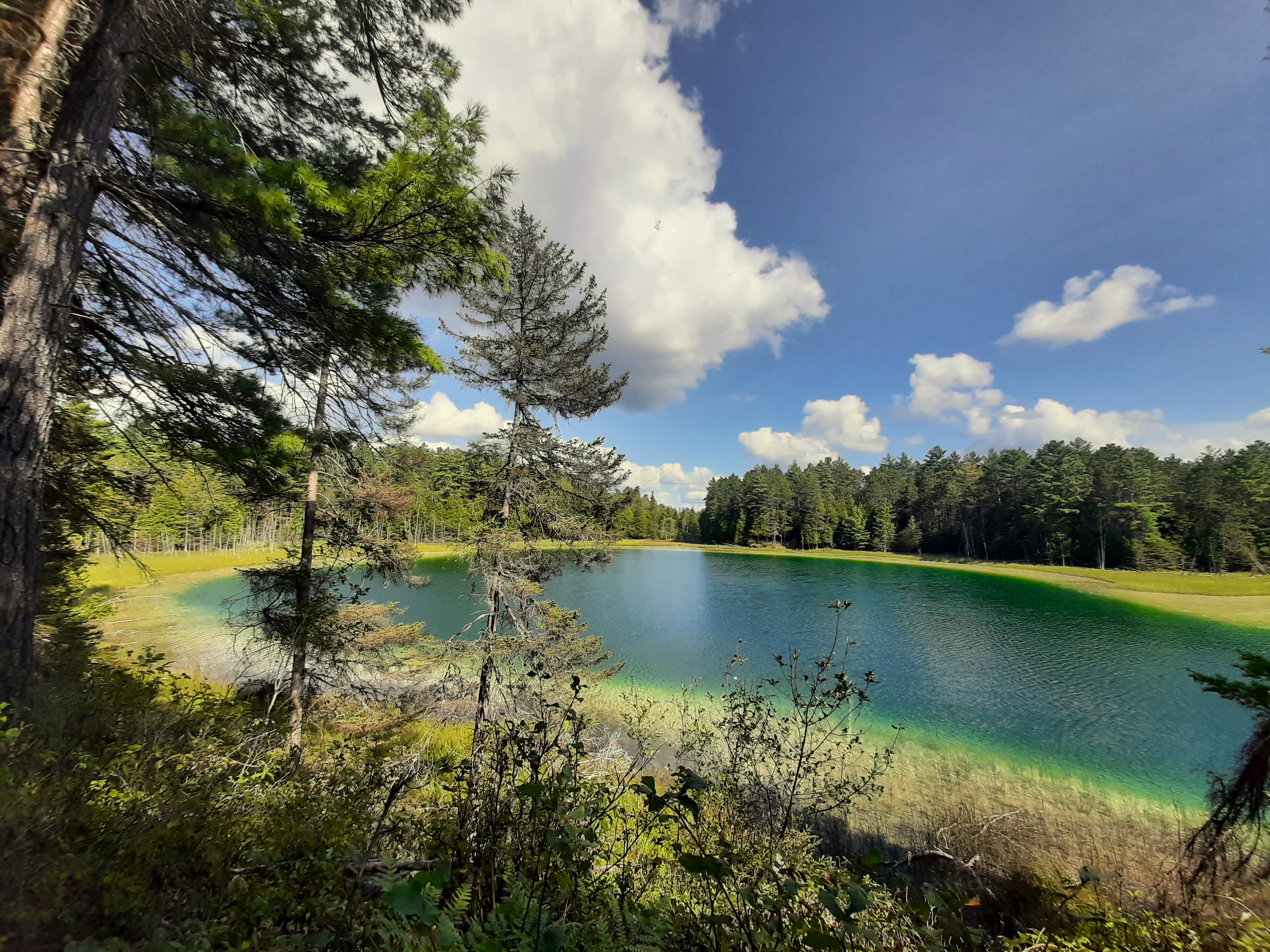
Lago meromítico, Ontário

Um lago meromítico é um lago que tem camadas de água que não se misturam. Em lagos ordinários e holmômicos, pelo menos uma vez por ano, acontece uma mistura física da superfície e das águas profundas.
O termo meromítica foi cunhado pelo austríaco Ingo Findenegg em 1935.

## Lista de lagos meromíticos
Existem lagos meromíticos em todo o mundo.
- Lago Nyos e Lago Monoun nos Camarões
- Lago Quivu em Ruanda, República Democrática do Congo
- Lago Tanganica no Burundi, República Democrática do Congo, Tanzânia e Zâmbia
- Lago Niassa, localizado entre Maláui, Moçambique e Tanzânia .
- Lago Vanda na dependência de Ross
- 21 lagos incluindo o Lago Orgânico em Vestfold Hills
- Lago Pantai Keracut (Keracut Beach), Parque Nacional de Penang, ilha de Penang a noroeste, Malásia
- Lago das Medusas (Ongeim'l Tketau), em Eil Malk em Palau
- Lago Zigetangcuo, um lago crenogênico na província de Nagqu, Tibete, República Popular da China. É o lago meromítico localizado na altitude mais alta.
- Lago Kaptai, no distrito de Rangamati, na parte sudeste de Bangladesh. Criado com a construção de uma barragem em Kaptai para implantação de uma usina hidrelétrica.
- Lago Bababu, Basilisa, Ilhas Dinagat, Filipinas
- Lago Fidler, na área de patrimônio mundial selvagem da Tasmânia, Austrália .
- (Lagos alpinos na província austríaca da Caríntia; estudados por Ingo Findenegg na década de 1930).
- Alatsee (pequeno lago alpino no estado da Baviera, na Alemanha, perto da cidade de Füssen e do Palácio de Neuschwanstein)
- Lago na Finlândia .
- Lago na Finlândia.
- Lough Furnace na Irlanda.
- Lagos Salvatnet, Kilevann, Tronstadvatn, Birkelandsvatn, Rørholtfjorden, Botnvatn, Rørhopvatn e Strandvatn na Noruega.
- Lago Mogilnoye no Oblast de Murmansk da Rússia .
- Lagos El Tobar e La Cruz na Espanha.
- O Lago Cadagno é um lago meromítico "crenogênico" na Suíça e onde fica o Centro de Biologia Alpina
- Lac Pavin e Lac du Bourget na França
- O Mar Negro também é considerado meromítico.
- Canadá
  - Lagos A e C1 na Ilha Ellesmere, Nunavut
  - Blackcat Lake perto de Dorset, Ontário, em Frost Center
  - Crawford Lake perto de Milton, Ontário
  - Lago Picard perto de Lakehurst, Ontário
  - Lago Mahoney no Vale Okanagan, Colúmbia Britânica
  - Lago McGinnis em Petroglyphs Provincial Park, Ontário
  - Pink Lake no Parque Gatineau, Quebec
  - Lago Powell na cidade de Powell River, British Columbia
  - Lago Sunfish perto de Waterloo, Ontário
  - Little Round Lake (Ontário) em Central Frontenac, Ontário
  - Lago Teapot, Área de Conservação do Lago Heart, Brampton, Ontário . Veja também Heart Lake (Ontário)
- América Central
  - Lago Atitlán Caldera com 50 milhas quadradas e 1.000 pés de profundidade, lago endorreico no departamento de Sololá, Guatemala.
- Estados Unidos
  - Ballston Lake, 30 km a NNW de Albany, Nova York
  - Big Soda Lake, Nevada
  - Brownie Lake perto de Minneapolis, MN
  - Canyon Lake perto de Big Bay, MI
  - Chapel Lake, em Pictured Rocks National Lakeshore, perto de Munising, Michigan
  - Devil's Bathtub perto de Rochester, Nova York, em Mendon Ponds Park 
  - Lago Glacier em Clark Reservation State Park perto de Syracuse, Nova York 
  - Great Salt Lake perto de Salt Lake City, Utah
  - Green Lake e Round Lake no Green Lakes State Park perto de Syracuse, Nova York
  - Lago quente no condado de Okanogan, Washington
  - Irondequoit Bay perto de Rochester, Nova York, também é considerada meromítica; uso de sal rodoviário tem sido citado como o principal motivo de sua mudança
  - Knaack Lake, Wisconsin
  - Lago Mary, no canto noroeste do Condado de Vilas, Wisconsin
  - Lower Mystic Lake em Arlington e Medford, Massachusetts
  - Redoubt Lake perto de Sitka, Alasca; um dos maiores lagos meromíticos da América do Norte
  - Soap Lake em Washington